# World of Warcraft: Warlords of Draenor
World of Warcraft: Warlords of Draenor es un videojuego de la saga Warcraft. Es la quinta expansión del videojuego de World of Warcraft. Está desarrollado y distribuido por Blizzard Entertainment. La expansión aumentará el nivel máximo actual de 90 a 100 e introduce un nuevo sistema de "Ciudadelas" con niveles de actualización. En sus primeras 24 horas, ya había vendido más de 3.3 millones de copias, llevando la base global de suscriptores del juego más allá de la marca de los 10 millones.

## Argumento
Tras el derrocamiento de Garrosh Grito Infernal por sus crímenes en Pandaria, es sometido a juicio y condenado a muerte. Antes de su ejecución, sin embargo, es rescatado por un dragón de bronce, de los que controlan el flujo del tiempo, y es enviado al pasado del continente de Draenor, justo antes de que Gul'dan le dé a beber la sangre del demonio Mannoroth a su padre Grommash y los orcos que provocará la primera guerra, tal y como se narra en Warcraft. Garrosh, entonces, cambia la historia y se enfrenta a Gul'dan, lo captura y evita así que los orcos se corrompan. Une a todos los clanes y forma la llamada Horda de Hierro, con la cual planea, a través de un Portal Oscuro modificado que comunica con el Portal Oscuro del presente, conquistar el Azeroth del presente, esta vez como una fuerza imparable de millones de orcos ajena al control de la Legión Ardiente. Un destacamento de la Alianza y la Horda, liderados por el archimago Khadgar deberán viajar al Draenor del pasado para intentar detener a Garrosh. Para detener la primera invasión, lo primero que deben hacer, a su pesar, es liberar a Gul'dan, para así cerrar el Portal, lo que provocará que la batalla sea contra dos enemigos: la Horda de Hierro de Garrosh por un lado, y los seguidores de la Legión dirigidos por Gul'dan por otro.

## Información general
La expansión se establece después de los acontecimientos de World of Warcraft: Mists of Pandaria y tiene lugar en el mundo de Draenor, el mundo natal de los orcos, antes de su destrucción y la creación de Terrallende, tal como figura en Warcraft II: Beyond the Dark Portal, Warcraft III: The Frozen Throne, y World of Warcraft: The Burning Crusade. Aparecerán personajes legendarios del pasado de Warcraft, como Grom Grito Infernal (padre de Garrosh Grito Infernal), Ner'zhul y Puño Negro.
Al final de Mists of Pandaria, Garrosh Grito Infernal es derrocado como Jefe de Guerra de la Horda por una fuerza de la Alianza-Horda combinada y puesto bajo custodia por el líder del Shadopan Taran Zhu para que pueda ser juzgado por las atrocidades que cometió en Pandaria. Sin embargo, antes de que pueda ser juzgado, Garrosh escapa de su cautiverio y, con la ayuda de misteriosos aliados (Kairoz y Wrathion), viaja en el tiempo al planeta natal de los orcos de Draenor antes de la aparición de la Horda. Él crea una realidad alternativa para la prevención de los clanes orcos por beber la sangre del señor demonio Mannoroth, lo que llevó a su corrupción por la Legión ardiente y jugó un papel importante en los acontecimientos de los tres primeros juegos. Los clanes se unen en una "Horda de Hierro", utilizando la tecnología de Garrosh, traída de su tiempo, y comienzan una guerra de conquista en Draenor, la construcción de un Portal Oscuro que les permita viajar en el tiempo y poner en su sitio a Azeroth de la era actual.

## Modo de juego
- Nivel máximo: 100.
- El jugador tendrá la oportunidad de escoger en que bolsa se guardan los tipos de objetos.
- Las personas que compren el producto, recibirán una bonificación para empezar al nivel 90 con un personaje (solo uno). Este servicio puede volverse a comprar por un valor en moneda real y es de un solo uso (50€ a fecha de 16/03/2015).
- Nuevo mundo: Draenor.
- Modelos de los personajes y movimientos actualizados.
- Podrás crear tu propia ciudadela y modificarla.
- Se tendrá la oportunidad de jugar con los antiguos clanes y personas históricos de la historia de la alianza y la horda.
- Los juguetes, colecciones ya no ocupan espacio en las bolsas. Aparece una pestaña extra llamada caja de juguetes que los englobará. Lo mismo para reliquias.
- Libro de monturas actualizado para ver que monturas tienes y las que no, podrás ver dónde conseguirlas y cómo, además de una pequeña frase que describe algo de la historia que rodea a la montura.
- Con la edición coleccionista conseguirás la nueva montura de Cuervo Aterrado y la mascota.
- Mejoras en el Juego PVP(Arenas). Ya no hace falta buscar un grupo manualmente. Funcionará como el buscador de Bandas y Mazmorras.
- Nueva herramienta, Buscador de grupos, donde puedes crear o buscar grupos específicos ya sea para enfrentarte a una banda, mazmorra, un campo de batalla o cualquier otra cosa, ¡Tú decides!
- A falta de nuevas razas jugables, se remodeló todas las razas antiguas incluidos los draenei y los elfos de sangre, haciendo un total de 10 razas completamente modificadas, con más polígonos y texturas más modernas.
- Actualizados los ficheros del juego del sistema MPQ a CASC .

## Recepción
La quinta expansión de la saga de World of Warcraft fue recibida de una excelente manera teniendo críticas positivas aumentando el tiempo de jugado en un 16.32% desde octubre según RAPTR. 
Tal fue el éxito que atrajo a los viejos jugadores, así aumentando y manteniendo una base de 10 millones de subscriptores. No obstante, esto duró poco a causa del recorte de contenido, del poco contenido añadido y de la pobre trama del lore (Historia del Universo Warcraft), lo que a finales de la expansión supuso tener una base de muy pocos subscriptores al punto que Activision-Blizzard decidió no publicar más la base de subscriptores. Es la expansión más criticada negativamente por la mayoría de los fanes, dando una recepción final negativa.

## Desarrollo
En noviembre de 2013, Blizzard Entertainment desveló un tráiler de la próxima expansión de World of Warcraft. El tráiler comienza hace 35 años cuando Gul'dan le iba a dar de beber la sangre de Mannoroth un Señor del Foso a los clanes orcos de Draenor, siendo Gromm Hellscream líder del clan Grito de Guerra el primero que la iba a beber, pero fue avisado un tiempo antes de la traición de Gul'dan por un forastero (Garrosh Hellscream su hijo que volvió al pasado, solo que él no lo sabe). Gromm cuando estaba a punto de beber la sangre se da cuenta de la traición y rechaza la oferta tirando la sangre, cuando de repente Mannoroth aparece para matarlo, solo que no esperaba que los clanes estaban preparado para contra atacar. La lucha finaliza con la muerte del Señor del Foso igual que en Warcraft III: Reign Of Chaos clavándole Gromm, Aullavisceras (su hacha) en la cabeza y siendo salvado por el forastero justo antes de que explotara Mannoroth. El tráiler termina en que el forastero le da su arma a Gromm y este la levanta diciendo "We will never be slaves" (Nunca seremos esclavos) y la construcción de un nuevo Portal Oscuro. 